# Ilia Saveliev
Pour les articles homonymes, voir Saveliev.
Ilia Ievguenievitch Saveliev (en russe : Илья Евгеньевич Савельев) est un ancien joueur soviétique puis russe de volley-ball né le 23 mars 1972 à Moscou (alors en URSS). Il mesure 2,00 m et joue réceptionneur-attaquant. Il est international russe.

## Clubs
| Club                    | De        | À         |
| ----------------------- | --------- | --------- |
| CSKA Moscou             | 1988-1989 | 1993-1994 |
| Pallavolo Parme         | 1994-1995 | 1994-1995 |
| Ferrare Volley          | 1995-1996 | 1996-1997 |
| Sumitomo Metal Girasoru | 1997-1998 | 1997-1998 |
| Pallavolo Parme         | 1998-1999 | 1999-2000 |
| JT Thunders             | 2000-2001 | 2004-2005 |
| Fakel Novy Ourengoï     | 2005-2006 | 2007-2008 |

## Palmarès
- Jeux olympiques
  - Finaliste : 2000
- Ligue mondiale
  - Finaliste : 1993, 2000
- Coupe du monde (1)
  - Vainqueur : 1999
- Championnat du monde des clubs
  - Finaliste : 1989
- Coupe de la CEV puis Challenge Cup (2)
  - Vainqueur : 1995, 2007
- Championnat du Japon
  - Finaliste : 2001, 2003, 2004
- Championnat de Russie (1)
  - Vainqueur : 1994
  - Finaliste : 1993
- Championnat d'URSS (3)
  - Vainqueur : 1989, 1990, 1991
- Coupe de Russie 
  - Finaliste : 2006